# Konoe Iemoto
Konoe Iemoto (近衛 家基) (1261 - 1296), fils de Konoe Motohira, est un noble de cour japonais (kugyō) de l'époque de Kamakura (1185–1333). Il occupe à deux reprises la fonction de régent kampaku de 1289 et 1291 et de 1293 à 1296. Il a deux fils, Konoe Tsunehira avec une fille de l'empereur Kameyana et Konoe Iehira avec une fille du régent Takatsukasa Kanehira.

## Source de la traduction
- (en) Cet article est partiellement ou en totalité issu de l’article de Wikipédia en anglais intitulé « Konoe Iemoto » (voir la liste des auteurs).